# Стеклоочиститель
Стеклоочиститель (простореч. «дворники») — устройство, используемое для удаления капель дождя (влаги) и грязи с ветрового стекла и осветительных приборов (автомобилей, других транспортных средств).  Все легковые и грузовые автомобили, автобусы, трамваи, троллейбусы, электробусы, поезда, самолёты и корабли оснащены стеклоочистителями, это нормативное требование.

## Описание
Стеклоочиститель обычно состоит из рычага, поворачивающегося на одном конце, и резиновой лопасти (щётки) на другом. Лезвие щётки качается взад и вперёд, счищая воду с поверхности стекла. Скорость, как правило, регулируемая, с несколькими уровнями постоянной скорости и одна или несколько «прерывистых». Большинство автомобилей используют два синхронизированных рычага, в то время как некоторые коммерческие транспортные средства используют один или несколько рычагов. Компания Mercedes-Benz впервые применила систему монолезвие (англ. monoblade), в которой всего один стеклоочиститель и он движется по некоторому "W'-образному пути, располагая щётку вплотную к углам ветрового стекла, повторяя все его контуры.
Некоторые крупные автомобили оснащены «скрытыми» стеклоочистителями. Когда стеклоочистители отключены, механизм или схема «парковки» передвигает стеклоочистители вниз, недалеко от нижней части ветрового стекла, но всё же на виду. Чтобы скрыть стеклоочистители, ветровое стекло располагается ниже кромки капота, и стеклоочистители сами «паркуются» ниже диапазона очистки на нижней части ветрового стекла, и исчезают из поля зрения.
Стеклоочистители могут приводиться в движение различными способами, хотя в большинстве существующих сегодня случаев, усилие от электродвигателя идёт через серию механических компонентов последовательно или параллельно. Транспортные средства с пневматическими тормозами иногда оборудуются пневматическими стеклоочистителями, находящиеся в контуре небольшого объёма воздуха тормозной системы, такие небольшие пневматические системы устанавливают чуть выше ветрового стекла и приводятся в действие путём открытия клапана.
Ранее стеклоочистители приводились в движение руками (вращением ручки в салоне), тросом от двигателя. Часто питались от вакуум-коллектора, но это было упущение: стеклоочистители могли замедлиться или даже остановиться. Эта проблема была в некоторой степени преодолена с помощью комбинированных топливно-вакуумных усилителей насоса. Некоторые автомобили, в 1960-х и 1970-х годах имели гидравлические стеклоочистители.

## История
Первые устройства подобного типа появились на рубеже XIX—XX веков, среди изобретателей называются Иосиф Гофман, Мэри Андерсон и другие.
10 ноября 1903 года патентное ведомство США выдало патент № 743801 изобретательнице Мэри Андерсон на её изобретение, которое представляло собой систему очистки для окон автомобилей и других транспортных средств. Это устройство позволяло очищать окна от снега, льда и воды. Сразу после получения патента Мэри пыталась продать своё изобретение Канадской компании. Но производственная компания отказалась приобретать первую в мире систему стеклоочистителей окон транспортных средств, посчитав, что это изобретение не имеет никакого практического значения.
Как гласит история в 1902 году, в один из холодных и дождливых дней Мэри Андерсон ехала в трамвае и заметила, что водитель трамвая из-за мокрого снега фактически ничего не видит, так как лобовое стекло трамвая полностью было в снегу и в воде.
В то время трамваи в США были оснащены двойным лобовым стеклом. Та часть, которая была прямо перед водителем, имела специальную конструкцию, которая позволяла открывать створку окна, как обычную оконную раму. Это было сделано, для того чтобы водитель мог, открыв окно, очищать его от грязи, снега и воды. Но главный минус этого способа очистки заключался в том, что если водитель открывал окно, то ветер и влага попадала в салон трамвая, мешая водителю и доставляя дискомфорт всем пассажирам.

## Схемы расположения и движения
Варианты привода щёток в настоящее время практически традиционны для каждого вида транспорта, но сложились они не случайно. Два основных требования — при парковке минимально мешать обзору и обеспечивать максимальное покрытие очистки — приводят на транспорте к традиционному нижнему приводу с парковкой направо и вниз (для левого расположения руля), а на тракторах и спец. технике — к верхнему приводу, так как там важнее обзор через нижнюю часть стекла рабочей зоны агрегата. На автобусах обычна схема с двумя параллелограммными нижними приводами с парковкой к центру, обеспечивающая практически полную очистку лобового остекления.
- Обычное расположение щёток у современных легковых автомобилей
- Оппозитно (ходящие друг от друга) расположенные щётки (норм. положение - внизу, как у Honda Civic 5D)
- То же самое, только норм. положение - вверху (как у Seat Toledo)
- Просто один дворник: на лобовом стекле у Таврии, Оки; на заднем стекле у большинства автомобилей.
- Один управляемый дворник (как у Mercedes C и E-сlass)
- На высоких прямоугольных стёклах, характерно для автобусов.
- На широких низких стёклах (как в грузовиках, Toyota FJ Cruiser)
- Такое расположение в основном у автобусов или грузовиков
- Верхний привод обычен для тракторов и спец. техники, иногда у грузовиков и автобусов, редко на задних стёклах легковых авто.
- Реверсное расположение, такое например у Mercedes в 140-м кузове